# 시즈쿠이시역
시즈쿠이시역(일본어: 雫石駅, しずくいしえき 시즈쿠이시에키[*])은 일본 이와테현 이와테군 시즈쿠이시정에 있는 철도역으로 아키타 신칸센과 다자와코 선이 지난다.

## 타는 곳
| 1 | ■ 아키타 신칸센 | (상행) | 모리오카・센다이・도쿄 방면               |
| 1 | ■ 아키타 신칸센 | (하행) | 오마가리・아키타 방면                     |
| 1 | ■ 다자와코 선   | (하행) | 다자와코・오마가리 방면                   |
| 1 | ■ 다자와코 선   | (상행) | 모리오카 방면                             |
| 2 | ■ 다자와코 선   | (상행) | 모리오카 방면                             |
| 2 | ■ 아키타 신칸센 | (하행) | 오마가리・아키타 방면 (임시 정차 때 제한) |
| 3 | ■ 다자와코 선   | (하행) | 다자와코・가쿠노다테・오마가리 방면       |
| 3 | ■ 다자와코 선   | (상행) | 모리오카 방면                             |